# Charles Mercier de Lacombe
Pour les articles homonymes, voir Mercier et Lacombe.
 (juin 2024).
La mise en forme du texte ne suit pas les recommandations de Wikipédia : il faut le « wikifier ».
Les points d'amélioration suivants sont les cas les plus fréquents. Le détail des points à revoir est peut-être précisé sur la page de discussion.
- Les titres sont pré-formatés par le logiciel. Ils ne sont ni en capitales, ni en gras.
- Le texte ne doit pas être écrit en capitales (les noms de famille non plus), ni en gras, ni en italique, ni en « petit »…
- Le gras n'est utilisé que pour surligner le titre de l'article dans l'introduction, une seule fois.
- L'italique est rarement utilisé : mots en langue étrangère, titres d'œuvres, noms de bateaux, etc.
- Les citations ne sont pas en italique mais en corps de texte normal. Elles sont entourées par des guillemets français : « et ».
- Les listes à puces sont à éviter, des paragraphes rédigés étant largement préférés. Les tableaux sont à réserver à la présentation de données structurées (résultats, etc.).
- Les appels de note de bas de page (petits chiffres en exposant, introduits par l'outil «  Source ») sont à placer entre la fin de phrase et le point final[comme ça].
- Les liens internes (vers d'autres articles de Wikipédia) sont à choisir avec parcimonie. Créez des liens vers des articles approfondissant le sujet. Les termes génériques sans rapport avec le sujet sont à éviter, ainsi que les répétitions de liens vers un même terme.
- Les liens externes sont à placer uniquement dans une section « Liens externes », à la fin de l'article. Ces liens sont à choisir avec parcimonie suivant les règles définies. Si un lien sert de source à l'article, son insertion dans le texte est à faire par les notes de bas de page.
- La présentation des références doit suivre les conventions bibliographiques. Il est recommandé d'utiliser les modèles {{Ouvrage}}, {{Chapitre}}, {{Article}}, {{Lien web}} et/ou {{Bibliographie}}. Le mode d'édition visuel peut mettre en forme automatiquement les références.
- Insérer une infobox (cadre d'informations à droite) n'est pas obligatoire pour parachever la mise en page.

Pour une aide détaillée, merci de consulter Aide:Wikification.
Si vous pensez que ces points ont été résolus, vous pouvez retirer ce bandeau et améliorer la mise en forme d'un autre article.
Ne doit pas être confondu avec Charles de Lacombe qui est son grand-père.
Charles Mercier de Lacombe est un résistant français né le 8 octobre 1911 à La Jonchère-Saint-Maurice et mort le 12 avril 1945 lors de son transport entre Buchenwald et Ravensbrück.

## Biographie
Charles Mercier de Lacombe (usuel : Charles de Lacombe) est un petit-fils du journaliste politique et député du Puy-de-Dôme Charles Mercier de Lacombe. Il est aussi apparenté, par sa mère, à Charles de Léobardy, notable limousin considéré comme un des principaux instigateurs de l’amélioration de la race bovine limousine, et qui fut maire de La Jonchère et conseiller général de Laurière.
Lors de la déclaration de guerre, le 1er septembre 1939, Charles de Lacombe est mobilisé comme comme brigadier-chef au 23e groupe de reconnaissance de corps d'armée. À l’issue de la « drôle de guerre », il est capturé au col de Brancion et emmené en captivité à Autun puis au Frontstalag 191 de La Fère. Il s’en évade avec deux camarades le 1er septembre 1940.
Revenu à la vie civile, il est recruté comme chauffeur au Bureau des menées antinationales de Clermont-Ferrand (BMA 13) par le lieutenant-colonel de Driesen et s’engage progressivement dans les services de renseignement clandestins de l’armée (SSMF-TR) dirigés par Paul Paillole ainsi que dans l’Organisation de résistance de l’armée (ORA). Grâce à une complicité familiale, il bénéficiait, comme avant lui son beau-frère Philippe de Vomécourt, d’un emploi d’inspecteur au sein de la Société de gérance des wagons à grande capacité (SGW), filiale de la SNCF, qui lui permettait de se déplacer facilement pour recueillir des renseignements et aider à faire passer des résistants en Espagne.
À la suite du démantèlement du réseau auquel il appartient, dirigé par Paul Johannès, il est arrêté par la Gestapo à Saint-Léonard-de-Noblat le 4 août 1943. Après avoir été interné dans les prisons militaires de Limoges puis Clermont-Ferrand, il est transféré à Compiègne-Royallieu le 17 décembre 1943. Il est déporté à Buchenwald par le convoi l.171 du 17 janvier 1944, puis affecté à l’usine secrète de fusées V2 de Dora. Il portait le matricule 40829. Figurant parmi les « spécialistes », en tant qu’électricien, il figure parmi les derniers évacués de Dora et périt le 12 avril 1945 au cours des « marches de la mort », dans un wagon dirigé vers Ravensbrück.

### Famille
Charles Mercier de Lacombe a épousé en 1938 Élisabeth de Vanssay de Blavous (1910-2012), fille de Pierre de Vanssay de Blavous, ingénieur hydrographe et directeur du Bureau hydrographique international. Ils ont eu deux filles et deux fils, dont l'un est mort en bas âge.
Du côté maternel, il avait pour oncle le professeur de médecine limougeaud Joseph de Léobardy, « Juste parmi les Nations » pour avoir protégé des Juifs, et honoré à ce titre par une avenue et un établissement de santé EHPAD à Limoges, et pour arrière-grand-oncle Charles de Léobardy, notable limousin considéré comme un des principaux instigateurs de l’amélioration de la race bovine limousine, et qui fut maire de La Jonchère et conseiller général de Laurière.
Du côté paternel, il était le cousin germain de Fernand de Brinon, proche de Laval, délégué général du gouvernement de Vichy auprès des autorités allemandes à Paris à partir de novembre 1940 et fusillé pour faits de collaboration en 1947.

## Reconnaissance
Son nom figure sur le Mémorial des Services spéciaux à Ramatuelle.

## Récompenses et distinctions
Charles Mercier de Lacombe est reconnu « Mort pour la France » et « Déporté résistant »,,.
- Chevalier de la Légion d'honneur.
- Croix de guerre 1939–1945.
- Médaille de la Résistance française par décret du 29 avril 1953[5].